# رشف

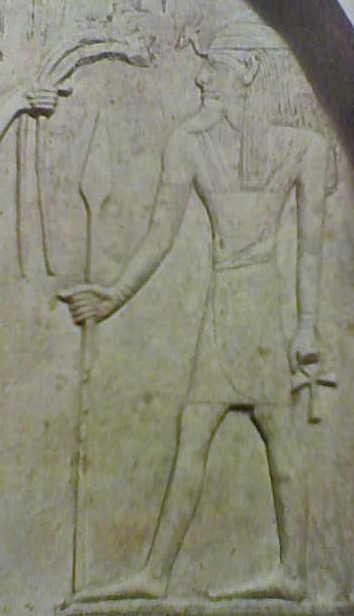
رشف مصوراً بشعر رأس طويل على لوحة قادش ، متحف الفن الآسيوي - سان فرانسيسكو - أمريكا.

رشف أو رشب (بالعبرية / الكنعانية يكتب رشب רשף) كان إلها كنعانياً يؤمِّن الحماية من الأوبئة والحروب، وفي التصوير المصري تم وصف رشف على أنه يرتدي تاج مصر العليا (الوجه القبلي) الأبيض 𓋑 يعلوه من الأمام رأس غزال بدلا من ثعبان الكوبرا، وقد كان يرتبط بإله الحرب الطيبي منتو وكان يُعتقد أنه حامي الفراعنة في ميادين المعركة.
مع أن تصوير التاج ذي رأس الغزال يعيد للذاكرة الإله الكنعاني - المصري الآخر المسمى شيد (تم توحيده بحورس الصغير) إلا أن عالم الديانات ودراسات الشرق الأدنى بجامعة ستليونبوش بجنوب أفريقيا كتب: «ما تبقى من السمات مختلف تماما بينهما.»  فحسب الأسطورة رشف كان له تأثير جيد في الحماية من الأمراض.

## في نصوص أوجاريت

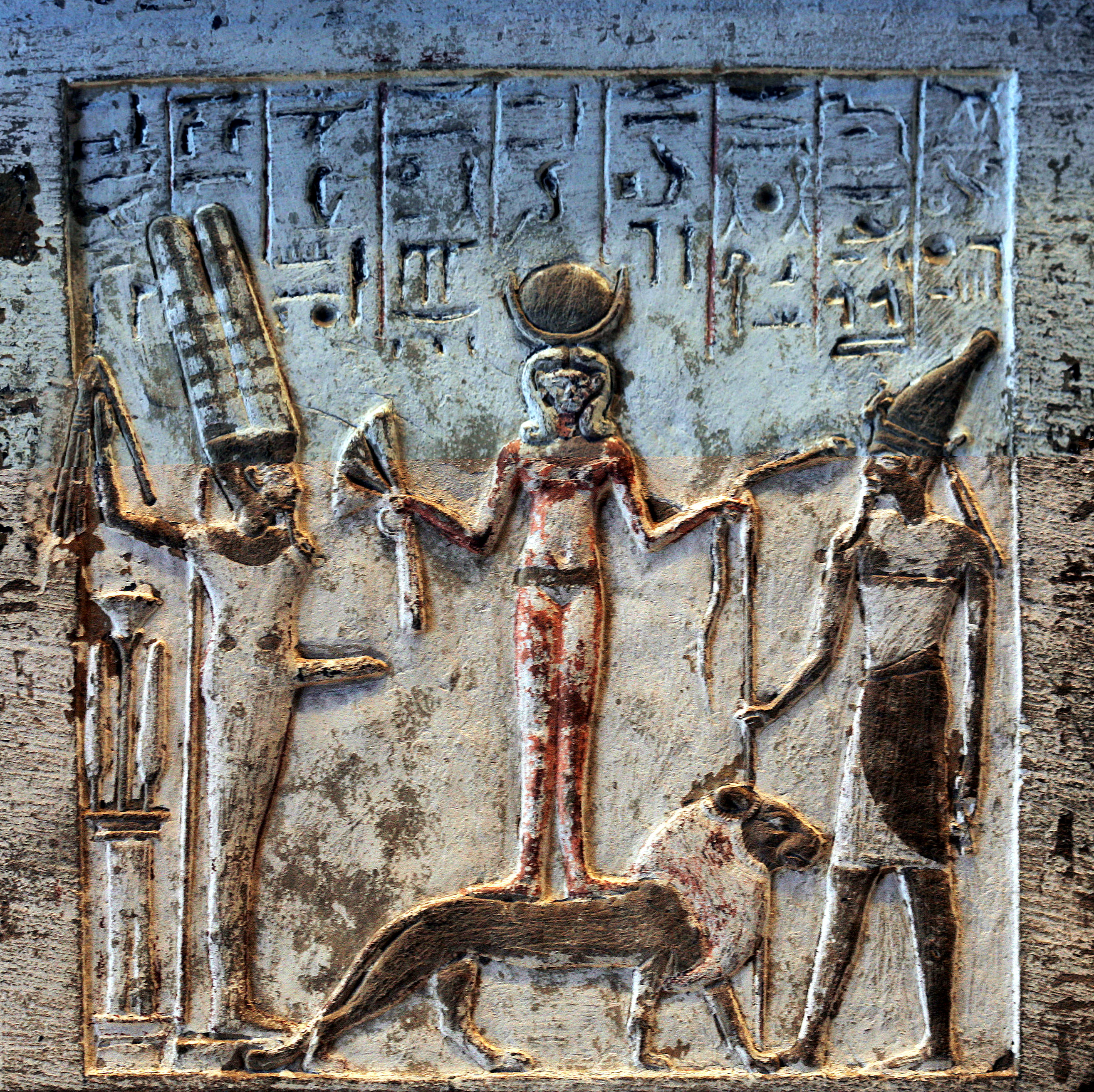
رشف مع قادش و مين.

في أوجاريت، تم توحيد رشف مع نرجال وفي إداليون، قبرص، مع أبولو.
يُذكر رشف في النصوص الأوغاريتية الأسطورية مثل ملحمة كيرتا  والفرس وحورون  ،  وفي النقوش الأوغاريتية كان يسمى رشب جن «رشب من مدينة جن»  و «بعل شتز» أي رب السهم  ، وفي اللغتين الفينيقية والحيثية أشير اليه باسم «إله الغزلان» و «إله الوعول».
في كيتيون بقبرص، كان لقب رشف ḥṣ يُترجم على أنه «السهم» بواسطة خافيير تايكسيدور (مؤلف كتاب الإله الوثني: الدين الشعبي في منطقة الشرق الأدنى اليونانية الرومانية)، الذي بالتالي يفسر رشف باعتباره إله الطاعون، مقارنة بأبولو الذي جلبت سهامه الطاعون إلى داناس (الإلياذة I.42-55).
أصبحت عبادة رشف شعبية في مصر تحت حكم الفرعون أمنحتب الثاني (الأسرة 18)، حيث شغل منصب إله الخيل والمركبات، واعتمد أصلا وتم دمجه في العبادة الملكية، كما أصبح رشف إلهاً ذو شعبية كبيرة شعبية في فترة الرعامسة، وفي نفس ذلك الوقت اختفي من النقوش الملكية، ففي هذه الفترة في وقت لاحق عليها بقليل غالبا ما كان يترافق رشف مع قادش ومين.
بلدة أرسوف القديمة (أبوللونيا) في وسط إسرائيل لا تزال تتضمن اسم رشف وذلك بعد آلاف السنين من توقف عبادته.

## في نصوص إبلا
تم العثور على رشف في ألواح الألفية الثالثة في إبلا (تل مرديخ) باسم راساب أو را-سا-آب، فقد تم تصنيفه كإله محلي  لمدن آتاني وجونو وتونيب وشكيم. كما أن راساب أيضا واحد من الآلهة الرئيسية لمدينة إبلا التي لها باب من أبوابها الأربعة مسمى على اسمه تكريما له.

## في التوراة (التناخ)
في سفر حبقوق 3: 5 أسماء مسيرة لدبير ورشف هزمت أمام موكب إيل من تيمان وجبل فاران. ويتم ترجمة دبير ورشف عادة على الوباء والطاعون، ونظراً للاكتشافات الأدبية في تل مرديخ، لأول مرة يتم مشاهدة دبير باعتباره إلهاً خارج الكتاب المقدس العبري.
اسم رشف يبدو ككلمة من العبرية القديمة تعنى «اللهب والبرق» (مزمور 78:48) و «حمى الحرق والطاعون» الذي الجسد به «ملتهب»، التثنية 32:24 ولكن يمكن أن يفهم كلغة قديمة في بعض الحالات على النحو السليم الاسم مثل حبقوق 3: 5 أيوب 5: 7 في عبارة «أبناء رشف تحلّق طيرانا» وتُرجمت كلمة רשף العبرية في العبارة بالجناح.
و يظهر اسم رشف كاسم شخص وهو حفيد إفرايم في سفر أخبار الأيام الأول 7:25

## الملحوظات
1. ↑  Cornelius، Izak (1994). The iconography of the Canaanite gods Reshef and Baal: Late Bronze and Iron Age I periods (C 1500-1000 BCE). Vandenhoeck & Ruprecht. ص. 16. ISBN:978-3-7278-0983-5. مؤرشف من الأصل في 2020-01-25.
2. 1 2  Javier Teixidor, The Phoenician Inscriptions of the Cesnola Collection. Metropolitan Museum Journal 11, 1976, 65
3. ↑  tablet 1/CAT 1.14, column 1, lines 18-20; tablet 2/CAT 1.15, column 2, line 6
4. ↑  CAT 1.100, lines 30-31
5. ↑  Studi semitici، 1981، مؤرشف من الأصل في 2020-01-25
6. ↑  Giovanni Pettinato, The Archives of Ebla: An Empire Inscribed in Clay. Doubleday & Company, Inc., 1981 ISBN 0-385-13152-6
7. ↑  TM.75.G.1464

## قراءة موسعة
- Lipiński, Edward. Resheph: A Syro-Canaanite Deity. Peeters, 2009. ISBN 978-90-429-2107-8.
- Münnich, Maciej M. The God Resheph in the Ancient Near East. Mohr Siebeck, 2013. ISBN 978-3-16-152491-2.
- Tazawa, Keiko. Syro-Palestinian Deities in New Kingdom Egypt: The Hermeneutics of Their Existence. British Archaeological Reports, 2009. ISBN 978-1-4073-0448-9.